# Cyathopodium
Cyathopodium is een geslacht van koralen uit de familie van de Clavulariidae.

## Soorten
- Cyathopodium elegans Deichmann, 1936
- Cyathopodium ingolfi Madsen, 1944
- Cyathopodium tenue (Dana, 1846)